# Hypoprepia muelleri
Hypoprepia muelleri är en fjärilsart som beskrevs av Dyar 1907. Hypoprepia muelleri ingår i släktet Hypoprepia och familjen björnspinnare. Inga underarter finns listade i Catalogue of Life.